# Bathyopsis
Bathyopsis és un gènere extint de mamífers dinocerats de la família dels uintatèrids que visqueren a Nord-amèrica durant l'Eocè. Se n'han trobat restes fòssils a Wyoming (Estats Units). Les espècies d'aquest grup eren animals grossos en termes absoluts, però de mida mitjana en comparació amb altres dinocerats. Estaven dotades d'ullals. Són els uintatèrids més antics que es coneixen i, a diferència de representants posteriors d'aquesta família, tenien les protuberàncies del cap força menudes.